# Myrmecocystus
Myrmecocystus – rodzaj mrówek z podrodziny Formicinae.

## Opis
Samice o najwyżej umiarkowanie zaznaczonym polimorfizmie. Czułki samic są 12-członowe, a samców 13-członowe z trzonkiem dłuższym niż 4 następne człony. Tylny brzeg nadustka sąsiaduje z rowkami czułkowymi. Warga górna jest głęboko wykrojona. Szerokie, trójkątne żuwaczki mają bruzdy boczne, ale nie mają grzbietowych. Samice mają wypukłe oczy ustawione nieco ponad połową wysokości głowy, natomiast przyoczka często są u nich zredukowane, a niekiedy całkiem nieobecne. Głaszczki wargowe są 4-członowe, a głaszczki szczękowe 5-członowe u samców i 6-członowe u samic. Tułów samic jest wydłużony i porośnięty dwoma rodzajami włosków: delikatnymi i położonymi oraz długimi i sterczącymi. Smukłe odnóża samic mają prostej budowy pazurki stóp.
Larwy są podobne do tych z rodzaju Lasius, ale mają smuklejsze i krócej owłosione ciała. Głowę mają wyposażoną w krótkie czułki, krótkie i ząbkowane włoski oraz trójkątne z bardzo słabo wypukłymi bokami żuwaczki.

## Biologia i ekologia
Mrówki te są głównie drapieżne i padlinożerne, ale pożywiają się także nektarem, sokami wyciekającymi z owoców oraz spadzią mszyc i czerwców mączystych. Pokarmy płynne magazynowane są przez robotnice o rozdętych odwłokach, które wskutek stają się niezdolne do ruchu. Na jedną kolonię mogą przypadać setki takich robotnic. Oprócz pokarmów bogatych w cukry mogą one także przechowywać wodę.
Loty godowe odbywają się po lekkim deszczu, zwykle późnym popołudniem lub wczesnym wieczorem. Zapłodnione królowe zakładają komory lęgowe na głębokości około 15–46 cm.
Z mrówkami tymi związane są myrmekofilne żuki z rodzaju Cremastocheilus. Inne myrmekofile spotyka się w ich gniazdach bardzo rzadko. Do odnotowanych należą: przerzutek Mirolepisma deserticola, świerszcz Myrmecophila manni oraz roztocz Gigantolaelaps.

## Występowanie
Rodzaj endemiczny dla nearktycznej Ameryki Północnej. Na północ sięga południowej części stanu Waszyngton, na południe środkowego Meksyku, a na wschód Teksasu. Najwięcej gatunków występuje w południowej Kalifornii. Przedstawiciele preferują siedliska pustynne i półpustynne.

## Systematyka
Należy tu 29 opisanych gatunków:

- Myrmecocystus christineae Snelling, 1982
- Myrmecocystus colei Snelling, 1976
- Myrmecocystus creightoni Snelling, 1971
- Myrmecocystus depilis Forel, 1901
- Myrmecocystus ewarti Snelling, 1971
- Myrmecocystus flaviceps Wheeler, 1912
- Myrmecocystus hammettensis Cole, 1938
- Myrmecocystus intonsus Snelling, 1976
- Myrmecocystus kathjuli Snelling, 1976
- Myrmecocystus kennedyi Snelling, 1969
- Myrmecocystus koso Snelling, 1976
- Myrmecocystus lugubris Wheeler, 1909
- Myrmecocystus melanoticus Wheeler, 1914
- Myrmecocystus melliger Forel, 1886
- Myrmecocystus mendax Wheeler, 1908
- Myrmecocystus mexicanus Wesmael, 1838
- Myrmecocystus mimicus Wheeler, 1908
- Myrmecocystus navajo Wheeler, 1908
- Myrmecocystus nequazcatl Snelling, 1976
- Myrmecocystus perimeces Snelling, 1976
- Myrmecocystus placodops Forel, 1908
- Myrmecocystus pyramicus Smith, 1951
- Myrmecocystus romainei Hunt & Snelling, 1975
- Myrmecocystus semirufus Emery, 1893
- Myrmecocystus snellingi Bolton, 1995
- Myrmecocystus tenuinodis Snelling, 1976
- Myrmecocystus testaceus Emery, 1893
- Myrmecocystus wheeleri Snelling, 1971
- Myrmecocystus yuma Wheeler, 1912